# Chrysanthrax cautor
Chrysanthrax cautor är en tvåvingeart som först beskrevs av Daniel William Coquillett 1887.  Chrysanthrax cautor ingår i släktet Chrysanthrax och familjen svävflugor. Inga underarter finns listade i Catalogue of Life.